# Prêmio Wolfskehl
O Prêmio Wolfskehl foi estabelecido por Paul Wolfskehl. Foi oficializado em 1908 pela Academia de Ciências de Göttingen, destinado para a prova do último teorema de Fermat. De acordo com o desejo de seu doador, o prêmio foi dotado com a quantia de 100.000 Goldmark.